# Рідна Мова (журнал)
«Рі́дна Мо́ва» — популярний місячник, головним редактором якого був Огієнко Іван та який виходив у Варшаві 1933-1939 pp. (81 чч.) і був присвячений головним питанням чистоти й правильності мови.
Серед авторів «Рідної мови» були Г. Ільїнський, І. Свєнціцький, І. Ковалик, Д. Бандрівський, Б. Кобилянський та ін. Нормативно-пуристичні статті І. Огієнка як і його видання "Бібліотеки «Рідної Мови» сприяли популяризації норм української літературної мови й академічного правопису серед українців поза СРСР.
Крім статей про мову новочасних українських письменників та обговорення мови нових літературних творів, журнал містив матеріали до української етимології (Г. Ільїнського, І. Огієнка та ін.), праці про словотвір (І. Ковалика), фразеологію, синтаксис, давав зразки говірок тощо.
За полеміку проти русифікаторського курсу в УРСР «Рідна Мова» була поборювана у київському «Мовознавстві», а з уваги на пуризм редактор журналу викликав критику галицьких україністів.